# Hangelar Open
Die Hangelar Open sind ein seit 2008 jährlich in Sankt Augustin stattfindendes Poolbillardturnier. Seit 2014 ist es Teil der German Tour, die vom Billardmagazin touch und der Deutschen Billard-Union veranstaltet wird.

## Geschichte
2008 wurde das Turnier zum 20-jährigen Vereinsjubiläum des 1. PBC Sankt Augustin erstmals ausgetragen.
Ursprünglich als einmaliges Turnier geplant, fanden die Veranstalter einen so enormen Zuspruch, dass das Turnier in den Folgejahren wiederholt wurde.
Konzept des Turnieres ist die Anwesenheit und Teilnahme von Legenden des Poolsports wie Mike Sigel (2009 und 2016), Francisco Bustamante (2010), Nick Varner (2011 und 2013), Earl Strickland (2012), Efren Reyes (2013) und Johnny Archer (2014 und 2016). 2015 gab es eine Neuauflage der Hong Kong Challenge aus dem Jahr 1996 angesetzt, bei der es sich um ein Match zwischen Efren Reyes und Earl Strickland handelte.
Dominanter Spieler des Turniers ist der Niederländer Niels Feijen, der vier Auflagen für sich entscheiden konnte. 2015 konnte er jedoch aufgrund des zeitgleich stattfindenden World Cup of Pool seinen Titel nicht verteidigen.

## Turnierstatistik
| Jahr | Sieger           | Finalist              | 3. Platz            |
| ---- | ---------------- | --------------------- | ------------------- |
| 2008 | Fabian Breuer    | Werner Grewatsch      | Raphael Keusen      |
| 2009 | Roman Hybler     | Klaudio Kerec         | Christoph Reintjes  |
| 2010 | Niels Feijen     | Valery Kuloyants      | Christian Reimering |
| 2011 | Niels Feijen     | Stefan Nölle          | Kevin Becker        |
| 2012 | Oliver Ortmann   | Karlo Dalmatin        | Matthias Blehs      |
| 2013 | Niels Feijen     | Christian Reimering   | Efren Reyes         |
| 2014 | Niels Feijen     | Jörn Kaplan           | Nick van den Berg   |
| 2015 | Sebastian Ludwig | Tristan Bialuschewski | Joshua Filler       |
| 2016 | Johnny Archer    | Joshua Filler         | Tom Staveley        |
| 2016 | Johnny Archer    | Joshua Filler         | Tim Goergen         |
| 2017 | Sebastian Staab  | Joshua Filler         | Mohammad Soufi      |
| 2017 | Sebastian Staab  | Joshua Filler         | Axel Espaldon       |
| 2018 | Joshua Filler    | Ivo Aarts             | Christian Prager    |
| 2018 | Joshua Filler    | Ivo Aarts             | Tobias Bongers      |